# Karthala
Karthala ist ein aktiver Vulkan auf der Insel Grande Comore und gleichzeitig die höchste Erhebung der Komoren. Eruptionen am 17. April 2005 und am 29. Mai 2006 beendeten eine Zeit der Inaktivität seit 1991.
Karthala hat eine Höhe von 2361 Metern und liegt in der Nähe der Hauptstadt Moroni. Der Vulkan ist immer wieder aktiv und hatte seit dem 19. Jahrhundert mehr als 20 Ausbrüche zu verzeichnen. Häufige Eruptionen formten eine Caldera von 3 bis 4 Kilometer Durchmesser, die Insel selbst aber wurde bisher vor größerer Zerstörung bewahrt.

## Ausbruch April 2005
Der Ausbruch, der das Risiko von Lavaflüssen und tödlichen vulkanischen Gasen mit sich brachte, führte zur Umsiedlung von 40.000 Menschen. Der Krater wurde durch den Ausbruch erneut verformt. Das graue Aschefeld um den Krater und die Caldera selbst scheinen größer und tiefer zu sein. Der Kratersee, der sich nach dem Ausbruch im Jahre 1991 gebildet hatte und den Anblick der Caldera dominierte, ist nun völlig verschwunden. Stattdessen befinden sich dort nun dunkelgraue Felsen, wahrscheinlich sich abkühlende Lava.

## Aktivität Mai 2006
Am 29. Mai 2006 wurde berichtet, dass Einwohner von Moroni frische Lava an der Spitze des Vulkans erkannten. Nach einigen Tagen gingen die Aktivitäten zurück.